# Joël Schmied
Joël Schmied (Bern, 23 september 1998) is een voetballer met de Zwitserse nationaliteit die doorgaans als centrale verdediger speelt. In 2018 debuteerde hij in het betaald voetbal voor FC Rapperswil-Jona, destijds uitkomend in de Zwitserse Challenge League. Sinds januari 2025 staat hij onder contract bij 1. FC Köln. 

## Clubloopbaan

### BSC Young Boys
Schmied begon zijn voetbalcarrière bij FC Bolligen en speelde vervolgens voor FC Schönbühl, voordat hij werd opgenomen in de jeugdopleiding van BSC Young Boys. In 2016 maakte hij de overstap naar het tweede elftal van de club. Op 5 maart 2017 maakte hij zijn basisdebuut voor BSC Young Boys II in de thuiswedstrijd tegen Yverdon-Sport. In het seizoen 2017/18 werd hij door trainer Joël Magnin benoemd tot aanvoerder van het tweede elftal. Daarnaast trainde hij regelmatig mee met de hoofdmacht.
Ondanks zijn ontwikkeling wist Schmied in twee seizoenen geen doorbraak te forceren in het eerste elftal. In de eerste seizoenshelft van 2018/19 werd hij verhuurd aan FC Breitenrain, gevolgd door een verhuur aan FC Rapperswil-Jona in de tweede seizoenshelft. Na zijn terugkeer verlengde Young Boys zijn contract met twee jaar. In het seizoen 2019/20 werd hij opnieuw verhuurd, ditmaal aan FC Wil. Na afloop van deze derde verhuurperiode verliet hij definitief Young Boys en tekende hij een contract bij het Liechtensteinse FC Vaduz.

#### Verhuur aan Breitenrain
Schmied werd voor de eerste seizoenshelft van 2018/19 verhuurd aan FC Breitenrain, dat uitkomt in de derde divisie van het Zwitserse voetbal. Op 8 augustus 2018 maakte hij zijn basisdebuut in de wedstrijd tegen Jong FC Sion. Onder trainer Martin Lengen behoorde hij tot de vaste basis en speelde hij in totaal 15 competitiewedstrijden voor de club uit Bern. 

#### Verhuur aan FC Rapperswil-Jona
In de tweede helft van het seizoen 2018/19 werd Schmied verhuurd aan FC Rapperswil-Jona, dat uitkomt op het tweede Zwitserse niveau. Op 14 december maakte hij onder trainer Urs Meier zijn basisdebuut in de uitwedstrijd tegen Servette waarbij hij een eigen doelpunt maakte in de met 4-1 verloren uitwedstrijd. Een week later scoorde hij zijn eerste doelpunt in het betaalde voetbal tijdens de met 1-2 verloren thuiswedstrijd tegen FC Aarau, waarbij hij in de 69e minuut de gelijkmaker maakte. Gedurende de rest van het seizoen vormde hij samen met Egzon Kllokoqi het hart van de verdediging en speelde hij 17 wedstrijden in de basis.  

#### Verhuur aan FC Wil
In het seizoen 2019/20 werd Schmied verhuurd aan FC Wil, waardoor hij actief bleef op het tweede Zwitserse niveau. Onder trainer Ciriaco Sforza brak hij definitief door in het betaald voetbal. De voormalige Zwitserse international gaf hem in de openingswedstrijd tegen FC Chiasso een basisplaats, die hij tot de laatste speeldag behield. Op 25 september scoorde hij in de met 4-1 gewonnen thuiswedstrijd tegen FC Vaduz zijn eerste van drie doelpunten voor FC Wil. Kort na rust, in de 46e minuut, maakte hij uit een rebound de 3-0. Met FC Wil eindigde hij het seizoen op een zesde plaats, waarna hij na 38 competitiewedstrijden terugkeerde bij Young Boys. 

### FC Vaduz
Tijdens de voorbereiding op het seizoen 2020/21 tekende Schmied een contract bij FC Vaduz, geldig tot 2023. Op 20 september maakte hij zijn debuut in de Zwitserse Super League, waarin de Liechtensteinse club uitkomt, door in de uitwedstrijd tegen FC Basel onder trainer Mario Frick in de basis te starten. Op 24 oktober scoorde hij zijn eerste doelpunt voor Vaduz in de met 1-4 verloren thuiswedstrijd tegen FC Zürich, waarbij hij in de 74e minuut het enige doelpunt van zijn team maakte. In het seizoen 2020/21 kwam hij tot 34 basisplaatsen, maar degradeerde met Vaduz naar de Challenge League. In het daaropvolgende seizoen (2021/22) maakte hij op 22 juli zijn Europese debuut tijdens de kwalificatiewedstrijd voor de Conference League tegen het Hongaarse Újpest FC. Kort daarna vertrok hij uit Liechtenstein en maakte hij in de zomerse transferwindow de overstap naar  FC Sion, waarmee hij actief bleef op het hoogste Zwitserse niveau.

### FC Sion
In de zomer van 2021 tekende Schmied een vierjarig contract bij FC Sion. Op 12 september maakte hij zijn debuut voor de club uit de hoofdstad van het kanton Wallis, toen hij in de met 1-1 geëindigde uitwedstrijd tegen Lausanne-Sport in de rust werd ingebracht voor Birama Ndoye. Zijn eerste seizoen (2021/22) verliep teleurstellend, mede door blessures, en hij kwam tot slechts 441 speelminuten. In het seizoen 2022/23, onder de nieuwe trainer Paolo Tramezzani, slaagde Schmied er niet in een vaste basisplaats te veroveren. Wel scoorde hij op 17 juli tijdens de met 3-2 gewonnen uitwedstrijd tegen FC Lugano zijn eerste doelpunt voor Sion, door in de 85e minuut uit een hoekschop te koppen. Aan het einde van dat seizoen degradeerde Sion naar de Challenge League.
In zijn derde seizoen (2023/24) kreeg Schmied met Didier Tholot zijn derde trainer sinds zijn komst. Deze wissel pakte goed uit; onder Tholot kreeg hij regelmatig speeltijd en wist hij zich in het elftal te spelen, tot tevredenheid van de club, die in december zijn contract verlengde tot 2026. Dankzij zijn inbreng werd Sion kampioen van de Challenge League en keerde de club na één seizoen terug op het hoogste niveau. In het seizoen 2024/25 was Schmied, bij afwezigheid van Reto Ziegler, aanvoerder van het team. Tijdens de winterstop besloot hij de club te verlaten en zijn carrière voort te zetten bij 1. FC Köln, actief in de Duitse 2. Bundesliga.
In zijn derde seizoen (2023/24) kreeg Schmied met Didier Tholot met zijn derde trainer sinds zijn komst te maken. Dit keer pakte de trainerswissel goed uit en kreeg hij vollop de kans van de Franse trainer om zich in het elftal te spelen. Dit tot tevredenheid van de club waardoor in december zijn contract tot 2026 werd verlengd. Mede door inbreng van Schmied bereikte Sion werd men kampioen waardoor de club na een seizoen weer terug was op het hoogste niveau. In zijn laatste seizoen (2024/25) werd hij de aanvoerder bij afwezigheid van Reto Ziegler. In de winterstop besloot hij de club te gaan verlaten en zijn loopbaan in Duitsland voor te zetten waarbij hij naar de in de 2. Bundesliga spelende 1. FC Köln ging.

### 1. FC Köln
Begin 2025 tekende Schmied een contract tot 2029 bij 1. FC Köln. Op 25 januari maakte hij onder trainer Gerhard Struber zijn basisdebuut in de thuiswedstrijd tegen SV Elversberg. Samen met Timo Hübers en Dominique Heintz vormde hij het hart van de verdediging. In de daaropvolgende wedstrijden behield hij zijn basisplaats, maar in april verloor hij deze aan Leart Paçarada. De rest van het seizoen 2024/25 kwam hij nog slechts 73 minuten in actie. Hierdoor was zijn bijdrage aan het kampioenschap van Köln beperkt, waarmee de club na één seizoen terugkeerde op het hoogste Duitse niveau, de Bundesliga.

## Clubstatistieken
| Seizoen                     | Club                 | Competitie       | Competitie | Competitie | Beker | Beker | Internationaal | Internationaal | Overig | Overig | Totaal | Totaal |
| Seizoen                     | Club                 | Competitie       | Wed.       | Dlp.       | Wed.  | Dlp.  | Wed.           | Dlp.           | Wed.   | Dlp.   | Wed.   | Dlp.   |
| --------------------------- | -------------------- | ---------------- | ---------- | ---------- | ----- | ----- | -------------- | -------------- | ------ | ------ | ------ | ------ |
| 2016/17                     | BSC Young Boys II    | 1. Liga          | 12         | 0          | –     | –     | –              | –              | –      | –      | 12     | 0      |
| 2017/18                     | BSC Young Boys II    | 1. Liga          | 27         | 1          | –     | –     | –              | –              | –      | –      | 27     | 1      |
| 2018/19                     | → FC Breitenrain     | Promotion League | 13         | 0          | 2     | 0     | –              | –              | –      | –      | 15     | 0      |
| 2018/19                     | → FC Rapperswil-Jona | Challenge League | 18         | 1          | –     | –     | –              | –              | –      | –      | 18     | 1      |
| 2019/20                     | → FC Wil             | Challenge League | 36         | 3          | 2     | 0     | –              | –              | –      | –      | 38     | 3      |
| 2020/21                     | FC Vaduz             | Super League     | 32         | 7          | –     | –     | –              | –              | –      | –      | 32     | 7      |
| 2021/22                     | FC Vaduz             | Challenge League | 3          | 1          | –     | –     | 2              | 0              | –      | –      | 5      | 1      |
| 2021/22                     | FC Sion              | Super League     | 6          | 0          | 1     | 0     | –              | –              | 2      | 0      | 9      | 0      |
| 2022/23                     | FC Sion              | Super League     | 24         | 1          | 2     | 0     | –              | –              | –      | –      | 26     | 1      |
| 2023/24                     | FC Sion              | Super League     | 34         | 5          | 5     | 0     | –              | –              | –      | –      | 39     | 5      |
| 2024/25                     | FC Sion              | Super League     | 18         | 3          | 3     | 0     | –              | –              | –      | –      | 21     | 3      |
| 2024/25                     | 1. FC Köln           | 2. Bundesliga    | 12         | 0          | 1     | 0     | –              | –              | –      | –      | 13     | 0      |
| Carrière totaal             | Carrière totaal      | Carrière totaal  | 235        | 22         | 16    | 0     | 2              | 0              | 2 *    | 0      | 247    | 22     |
| Bijgewerkt tot 24 juli 2025 |                      |                  |            |            |       |       |                |                |        |        |        |        |

* In het seizoen 2022/23 speelde Schmied twee wedstrijden als speler van het eerste elftal voor het tweede elftal van FC Sion..

## Interlandloopbaan
Schmied kwam uit voor diverse Zwitserse jeugdelftallen, maar speelde daarbij niet op een eindtoernooi. Op 14 mei 2014 maakte hij onder bondscoach Dany Ryser  zijn debuut voor Zwitserland –16 in een wedstrijd tegen de leeftijdsgenoten van Ierland Daarnaast speelde hij één interland voor Zwitserland –19 en maakte hij twee optredens voor Zwitserland –20.
| Jeugdinterlands van Joël Schmied voor Zwitserland () | Jeugdinterlands van Joël Schmied voor Zwitserland () | Jeugdinterlands van Joël Schmied voor Zwitserland () | Jeugdinterlands van Joël Schmied voor Zwitserland () | Jeugdinterlands van Joël Schmied voor Zwitserland () | Jeugdinterlands van Joël Schmied voor Zwitserland () |
| №                                                    | Datum                                                | Wedstrijd                                            | Uitslag                                              | Soort Wedstrijd                                      | Doelpunten                                           |
| Als speler bij Zwitserland –16                       | Als speler bij Zwitserland –16                       | Als speler bij Zwitserland –16                       | Als speler bij Zwitserland –16                       | Als speler bij Zwitserland –16                       | Als speler bij Zwitserland –16                       |
| ---------------------------------------------------- | ---------------------------------------------------- | ---------------------------------------------------- | ---------------------------------------------------- | ---------------------------------------------------- | ---------------------------------------------------- |
| 1.                                                   | 14 mei 2014                                          | Zwitserland – Ierland                                | 6 – 4 (n.s.)                                         | Vriendschappelijk                                    |                                                      |
| Als speler bij Zwitserland –19                       |                                                      |                                                      |                                                      |                                                      |                                                      |
| 1.                                                   | 7 juni 2017                                          | Zwitserland – Liechtenstein                          | 4 – 0                                                | Vriendschappelijk                                    |                                                      |
| Als speler bij Zwitserland –20                       |                                                      |                                                      |                                                      |                                                      |                                                      |
| 1.                                                   | 15 november 2018                                     | Zwitserland – Nederland                              | 1 – 3                                                | Vriendschappelijk                                    |                                                      |
| 2.                                                   | 19 november 2018                                     | Tsjechië – Zwitserland                               | 1 – 3                                                | Vriendschappelijk                                    |                                                      |
| Bijgewerkt tot 22 februari 2025                      |                                                      |                                                      |                                                      |                                                      |                                                      |

## Persoonlijk
Zijn oudere zus is getrouwd met doelman David von Ballmoos.

## Erelijst
| Competitie                |         |         |         |         |
| Competitie                | Aantal  | Jaren   |         |         |
| FC Sion                   | FC Sion | FC Sion | FC Sion | FC Sion |
| ------------------------- | ------- | ------- | ------- | ------- |
| Kampioen Challenge League | 1x      | 2023/24 |         |         |
| 1.FC Köln                 |         |         |         |         |
| Kampioen 2. Bundesliga    | 1x      | 2024/25 |         |         |